# Леонівка (Обухівський район)
Леоні́вка — село в Україні, у Обухівському районі Київської області. Село невелике всього 167.3 гектара. Населення за даними 2007 року становить 274 особи. Дворів нараховується 176. Протяжність села — 7 км. Село розташоване за 60 км від міста Києва та 15 км від райцентру міста Обухів. Через село проходить автосшлях Київ — Черкаси.

## Історія
Засноване 1840 переселенцями з села Григорівка Київського повіту. Назву одержало від імені поміщика Леона Модзилевського, який володів землями на території села.
Після смерті батька у 1831 році Леон Модзилевський переїхав з Польщі разом з мамою і двома братами Антоном і Казимиром до села Григорівка що тепер Обухівського району. Його батько Григорій працював якимось чиновником і мав немалий капітал, який передав синам. Вони придбали чималі землі Київського повіту, самі ж мешкали у селі Григорівка. Коли було перенаселення села Григорівка Леон, Антон та Казимир переселились на власні землі з жителями їхнього села і утворили три села: Леонівка, Антонівка та Казимирівка (пізніше перейменоване на Горохове). На той час населення становило приблизно 380 осіб.

## Населення

### Мова
Розподіл населення за рідною мовою за даними перепису 2001 року:
| Мова       | Кількість | Відсоток |
| ---------- | --------- | -------- |
| українська | 309       | 99.04%   |
| російська  | 3         | 0.96%    |
| Усього     | 312       | 100%     |